# Cubjac
Cubjac foi uma comuna francesa na região administrativa da Nova Aquitânia, no departamento Dordonha. Estendia-se por uma área de 20,52 km². Em 2010 a comuna tinha 1 097 habitantes (densidade: 53,5 hab./km²). É banhada pelo rio Auvézère.
Em 1 de janeiro de 2017, passou a formar parte da nova comuna de Cubjac-Auvézère-Val d'Ans.